# Knickpleuelmotor

Animation eines Knickpleuelmotors nach Alvah Leigh Powell (Lever Motor)

Knickpleuelmotoren sind Verbrennungsmotoren mit einer durch einen im Motorgehäuse gelagerten Schwinghebel angelenkten Kolbenstange. Dies ermöglicht bei großem Hub-Bohrungsverhältnis kürzere Kolbenpleuel oder weniger Kolbenpleuelauslenkung.
Das Prinzip des Knickpleuelmotors konnte sich nicht durchsetzen und kam nie über das Prototypenstadium mit wenigen Einzelanfertigungen hinaus.

## Lever-Motor
Im Jahr 1920 reichte der amerikanische Erfinder Alvah L. Powell (1863–1924) unter der US-Patentnummer 1384343 ein Patent ein, welches das Knickpleuel selbst beschrieb.
Vier Jahre später, 1924, meldete Powell unter der US-Patentnummer 1663261 einen gesamten Motor mit Knickpleuel zum Patent an;
dieser Motor wurde im Jahr 1930 in vier Fahrzeugen der amerikanischen Marke Elcar verbaut.

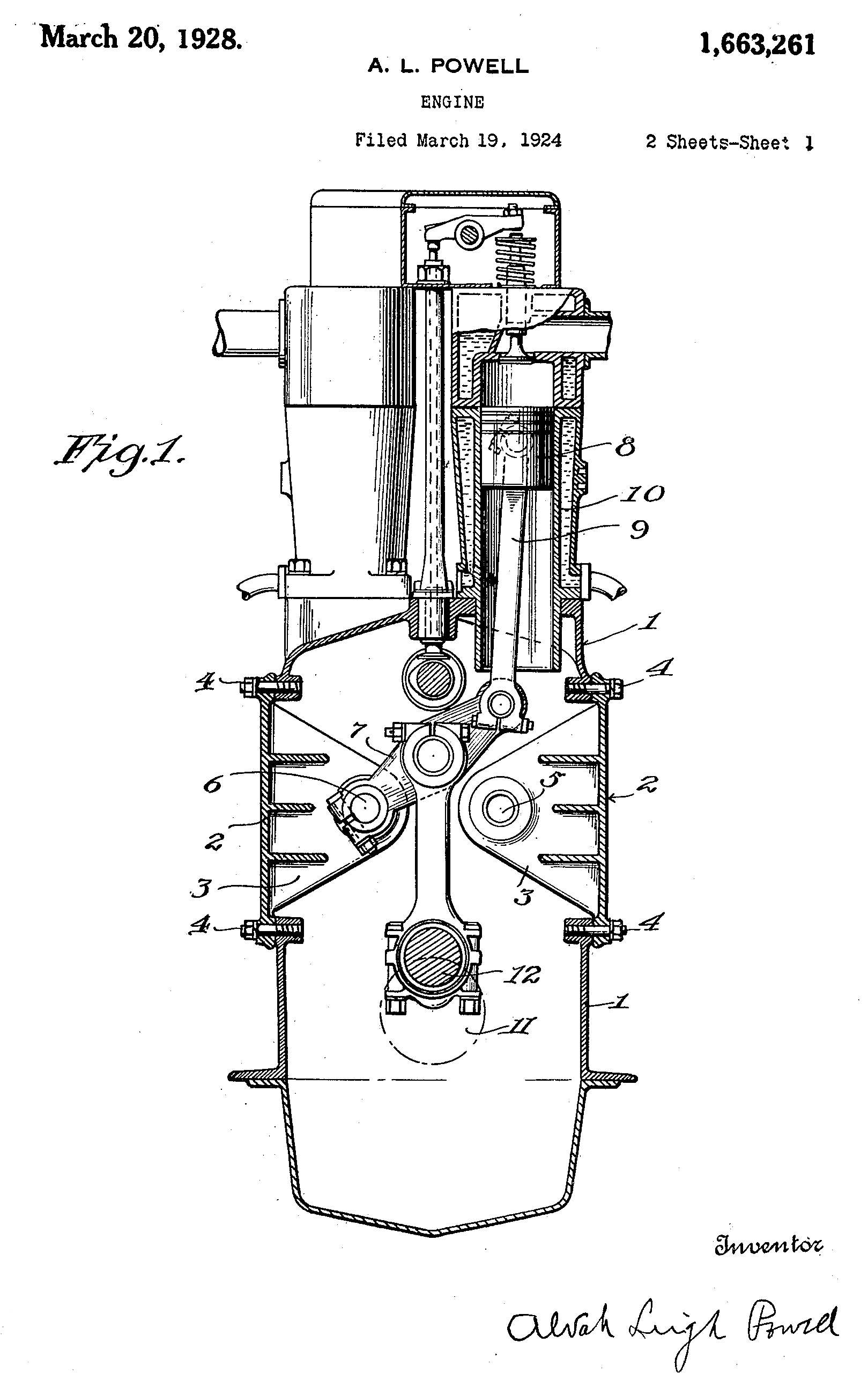
Abb. 1 aus US-Patent 1663261

Anfang der 1950er Jahre entwickelte die Lever Motors Corp. aus Charleston, USA einen „gleichstromgespülten Zweitaktmotor mit Einlassventilen und Auslassschlitzen“.
Kern dieser Entwicklung war eine geänderte Anlenkung des Pleuels an einem Schwinghebel, der im Motorgehäuse drehbar gelagert wurde.
Ziel dieser veränderten Kinematik des Kurbeltriebs war es, eine längere Verweildauer des Kolbens im unteren Totpunkt (wegen der dann verlängerten Zeit für den – bei Zweitaktmotoren wichtigen – Spülvorgang)  zu realisieren.
Dies hatte in der Theorie einige positive Effekte auf Motorlauf und -Wirkungsgrad.
Die längere Verweildauer im unteren Totpunkt ließ dem Motor mehr Zeit für den Auslass der entstandenen Abgase, wodurch die Wärmeabgabe erhöht und das Luftgemisch für den nachfolgenden Takt verbessert wurde.
Weiterhin bewirkte die Führung durch den Schwinghebel eine geringere Schrägstellung des Pleuels, woraus ein ruhigerer Lauf resultieren sollte.
Bereits damals war der Nutzen dieser durch den Einsatz zusätzlicher, bewegter Gelenke und Hebel realisierten Kinematik anstelle eines klassischen Kurbeltriebes mit Pleuelstange umstritten.
Die Fachzeitschrift ATZ schrieb im Jahr 1952: „Ob die Verbindung einer normalen Pleuelstange mit zwei weiteren Hebeln und drei weiteren Zapfen die beabsichtigten Vorteile aufwiegt, erscheint mindestens fraglich.“

## Mederer-Motor

Mederer-Kurbeltrieb-Konzept im Vergleich zum konventionellen Kurbeltrieb

In den 1970er Jahren, und damit etwa 50 Jahre nach der ersten Entwicklung des Knickpleuel-Prinzips, schlug der deutsche Erfinder Gerhard Mederer ein Kurbeltrieb-Konzept vor.
Mederer wollte aufgrund von statischen Überlegungen den Durchgang des Kolbens am oberen Totpunkt verändern. Ausgehend von der Tatsache, dass der herkömmliche Kurbeltrieb gerade im Bereich des höchsten Verbrennungsdruckes am oberen Totpunkt kaum Drehmoment entwickelt, wollte Gerhard Mederer das verfügbare Drehmoment erhöhen, indem er durch einen Zwischenhebel den wirksamen Hebelarm nahe dem oberen Totpunkt vergrößerte.
Ein Effekt war, dass der Kolben am oberen Totpunkt stärker beschleunigt als dies mit einem normalen Pleuel der Fall wäre.
Dies sollte ein höheres Drehmoment zur Folge haben.
Der Mederer-Entwurf hatte wie der Lever-Motor ein Pleuel zwischen Kurbelwelle und dem Hebel und ein zweites zwischen Hebel und Kolben.
Alle Mederer-Konstruktionen erreichten wegen ihrer eingebauten Hebel eine verkürzte Verweildauer des Kolbens im Bereich des oberen Totpunkts.
Dieses Prinzip hat Vor- und Nachteile.
Durch den schneller bewegten Kolben ist nunmehr – gegenüber dem herkömmlichen Kurbeltrieb – schon kurz nach dem oberen Totpunkt, wenn sich der maximale Gasdruck im Brennraum ausprägt, der Hebelarm größer.
Dies ermöglicht theoretisch in dieser Phase eine erhöhte Leistung, niedrigere Gastemperaturen und damit verbunden ein verbessertes Abgasverhalten.
Einem Nachteil des Mederer-Kurbeltriebes, den höheren, zusätzlichen Massenkräften, die dadurch entstehen, dass der Kurbeltrieb den Kolben am oberen Totpunkt stärker beschleunigen muss, konnte Mederer nur teilweise begegnen.
Die vor und nach Erreichen des oberen Totpunkts entstehenden höheren Beschleunigungen und damit einhergehend starken Massenkräfte am Kurbeltrieb hatte Mederer in speziell entwickelten Kurbelgehäusen und Lagern abgefangen. Die Gelenke der Pleuel wurden besonders haltbar und damit schwer ausgeführt. Trotzdem musste die höchste zulässige Drehzahl reduziert werden.
Daher sah er zunächst einen ersten Einsatz im Bereich langsamer laufender Motoren vor.
J. Blumberg und J. Gerster untersuchten wenige Jahre nach dem Bekanntwerden von Mederers Konstruktionen einen seiner ersten verwirklichten Kurbeltriebe, indem sie einen Einzylinder-Dieselmotor erst im Serienzustand mit konventionellem Pleuel und dann nach Umbau mit Knickpleuel untersuchten. In der 49. Ausgabe der MTZ aus 1988 berichteten sie: „Gemessen an den Hoffnungen des Erfinders blieben die Ergebnisse bei den Prüfläufen sehr stark hinter den ursprünglichen Erwartungen zurück. Sowohl im Volllastbetrieb als auch im Teillastbetrieb wurden jeweils höhere spezifische Verbräuche gemessen als beim Basismotor. Das erwartete hohe Drehmoment des Knickpleuelmotors im mittleren Drehzahlbereich blieb aus.“

### Kontroverse und Berichterstattung in den Medien
Mederer blieb stets von der Wirksamkeit des Knickpleuelprinzips überzeugt. Ergebnisse von Untersuchungen an Mederer-Motoren bezweifelte er oft, da er zu den Untersuchungen nicht hinzugezogen wurde. Unter anderem zweifelte er die Aussagekraft der Werte der genutzten Prüfstände an.
Er nutzte als Gegenbeispiel den von ihm genutzten Wagen, einen mit Knickpleuel umgerüsteten Mercedes W123. Diesem Fahrzeug hatte der TÜV München in einem Bericht nach Aussage Mederers einen deutlich gesenkten Kraftstoffverbrauch und Schadstoffausstoß bescheinigt. Für die Entwicklung eines Dieselmotor-Umbausatzes für den Betrieb mit Pflanzenöl erhielt er eine Goldmedaille auf der Erfindermesse 1991 in Nürnberg und einen Staatspreis auf der Internationalen Handwerksmesse in München für ein „gestelltes Pleuel für Hubkolbenmotore“. Dennoch wurde die Idee des Knickpleuels von keinem Motoren- oder Automobilhersteller weiter verfolgt; in Versuchen verschiedener Hersteller wurde dem Motor ein erhöhter Stickoxid-Ausstoß, zu hohe Vibrationen und schwer beherrschbare Massenkräfte beschieden. Mederer, der seinen Motor als „den Beginn eines neuen Motorenzeitalters“ bezeichnete, bekam in seinem Vorhaben, den von ihm entwickelten Kurbeltrieb in der Öffentlichkeit bekannter zu machen, auch Unterstützung von deutschen Tageszeitungen und Zeitschriften. So schrieb der Focus in seiner Ausgabe vom Januar 1995: „Der deutschen Automobilindustrie passt die Erfindung eines fränkischen Garagenbastlers anscheinend nicht in den Kram“. Im Internet kursieren Berichte, die den Mederer-Motor als zukunftsträchtige Erfindung darstellen, allerdings sind sie zum Teil unzureichend belegt oder schlicht falsch. Sie haben daher keine wissenschaftliche Relevanz.
Auch ausländische Hersteller haben das Knickpleuel-Prinzip nie übernommen. Die Wochenzeitung Die Zeit vom 11. August 1995 berichtete von einer laut Mederer gemachten Aussage des japanischen Fahrzeugherstellers Isuzu: „Wenn Ihr Motor nur halb so gut ist, wie es der TÜV-Bericht verspricht, wollen wir ihn haben.“ Bis heute vertreibt Isuzu keine entsprechenden Motoren. Weitere ernsthafte Entwicklungen in der Knickpleueltechnik waren Mederer bis zu seinem Tod nicht möglich.

## Aktuelle Entwicklung
Die Idee des Knickpleuelmotors ging weder in der Ausführung des Mederer-Motors noch in der von Powell über das Erprobungsstadium hinaus und besitzt heutzutage im Motorenbau keine Relevanz.
Momentan wird an Ottomotoren mit variablem Kurbeltrieb gearbeitet, die eine Anpassung des Verdichtungsverhältnisses ermöglichen. Die Mechanismen zur Steuerung des Kolbenhubs unterscheiden sich allerdings grundlegend von der Knickpleueltechnik.